# Brecé
Brecé ist eine französische Gemeinde mit 833 Einwohnern (Stand: 1. Januar 2022) im Département Mayenne in der Region Pays de la Loire. Die Gemeinde gehört zum Arrondissement Mayenne und zum Kanton Gorron. Die Einwohner werden Brecéens genannt.

## Geographie
Brecé liegt am Fluss Colmont. Umgeben wird Brecé von den Nachbargemeinden Gorron im Norden und Nordwesten, Couesmes-Vaucé im Norden und Nordosten, Le Pas im Nordosten, Saint-Mars-sur-Colmont im Osten, Châtillon-sur-Colmont im Süden, Saint-Denis-de-Gastines im Südwesten sowie Colombiers-du-Plessis im Westen.

## Bevölkerungsentwicklung
| 1962                       | 1968 | 1975 | 1982 | 1990 | 1999 | 2006 | 2019 |
| -------------------------- | ---- | ---- | ---- | ---- | ---- | ---- | ---- |
| 1227                       | 1125 | 1050 | 971  | 865  | 830  | 834  | 844  |
| Quellen: Cassini und INSEE |      |      |      |      |      |      |      |

## Sehenswürdigkeiten
- Menhir La Pierre Saint-Martin
- Allée couverte von Petit-Vieux-Sou, Monument historique seit 1988
- Kirche Notre-Dame-de-l'Assomption, seit 1989 Monument historique
- Kapelle von Favières, seit 1991 Monument historique

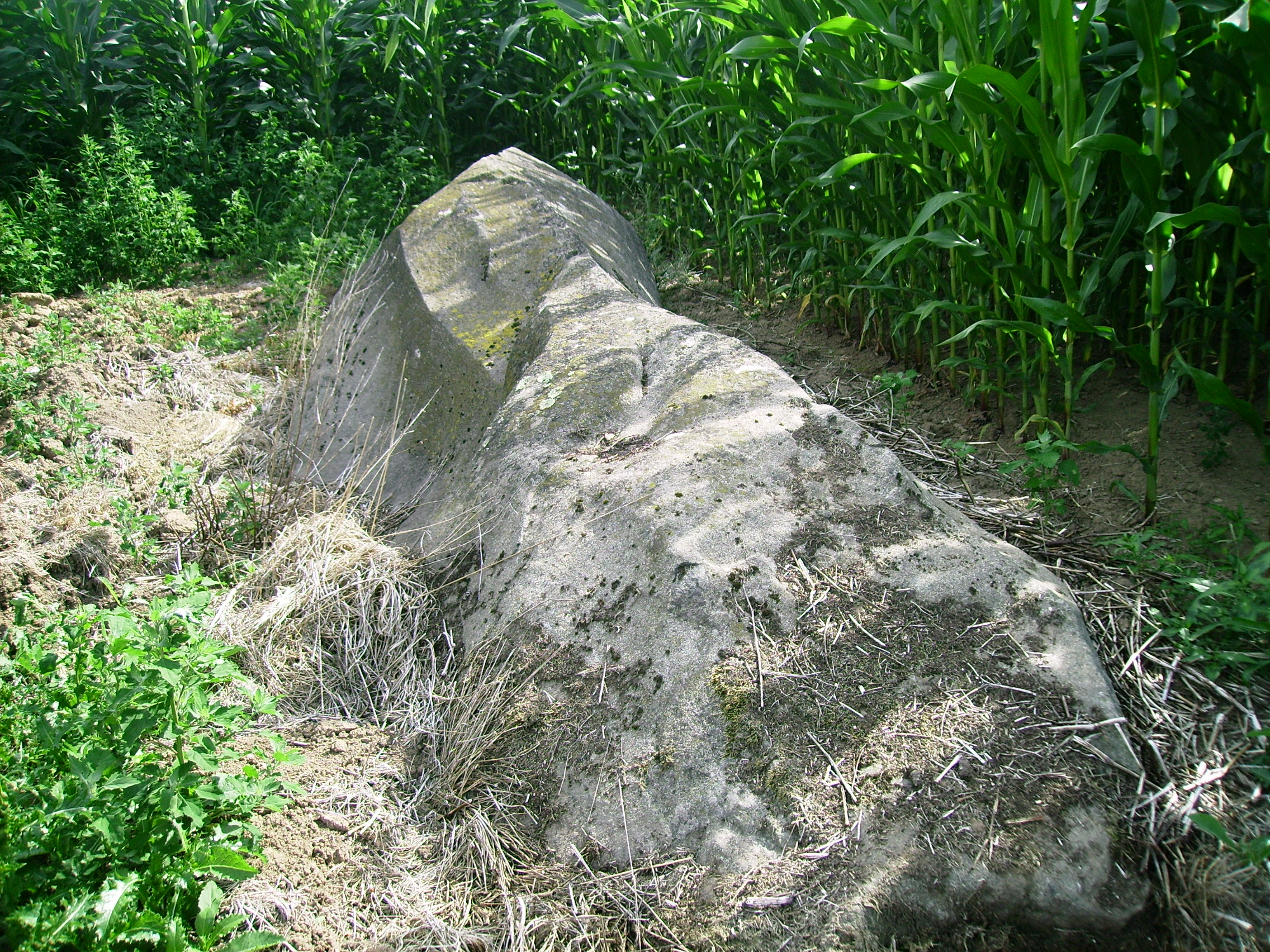
Menhir La Pierre Saint-Martin
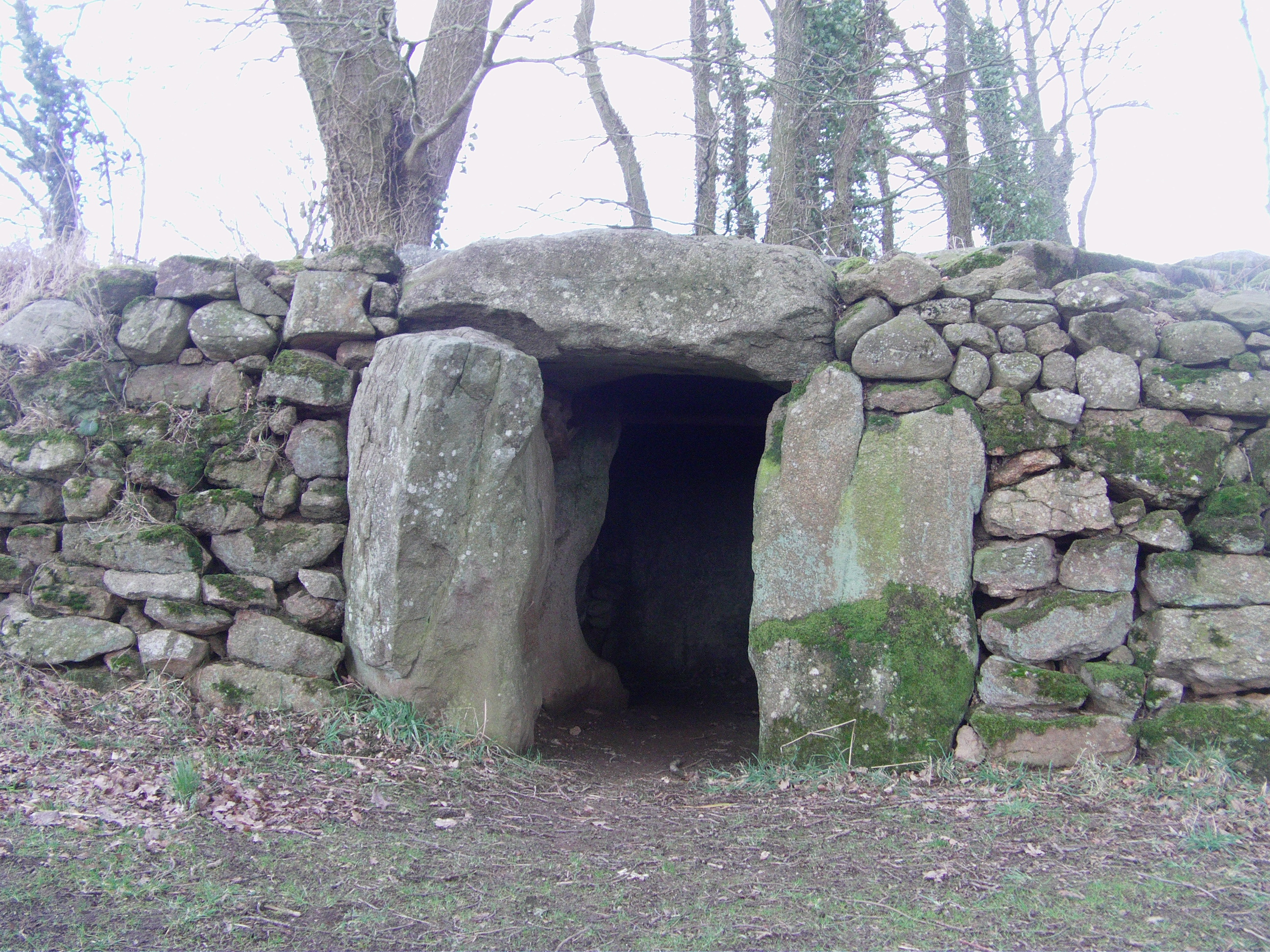
Allée Couverte von Le Petit Vieux Sou
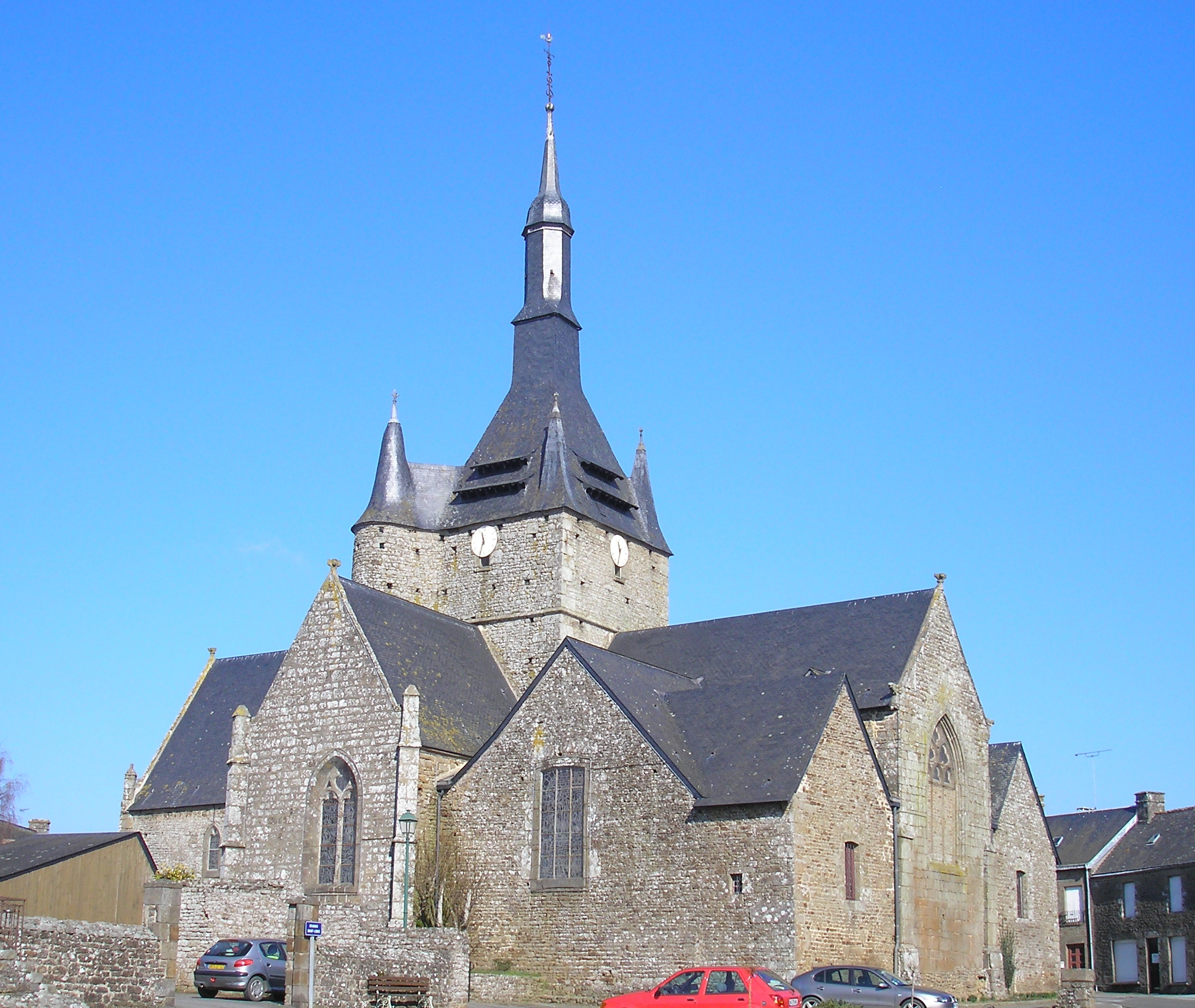
Kirche Notre-Dame-de-l'Assomption